# Parinari canarioides
Parinari canarioides là một loài thực vật có hoa trong họ Cám. Loài này được Kosterm. mô tả khoa học đầu tiên năm 1955.